# Interleuchina 27
L'interleuchina 27 (o IL-27) è una citochina eterodimerica simile all'interleuchina 12; è composta da due subunità: il gene induttore 3 del virus di Epstein-Barr (subunità IL-27B) e la IL27-p28, conosciuta anche come interleuchina 30. L'IL-27 è prodotta dalle cellule presentanti specifico antigene e gioca un ruolo importante nell'attivazione dei linfociti T e B. Gli effetti dell'interleuchina 27 si ottengono dopo l'interazione di questa con il proprio complesso recettoriale, IL27-R, presente sulla superficie cellulare di determinati linfociti. Questo recettore è composto da due proteine: IL-27R e gp130.